# Cyrtandra bullifolia
Cyrtandra bullifolia är en tvåhjärtbladig växtart som beskrevs av Brian Laurence Burtt. Cyrtandra bullifolia ingår i släktet Cyrtandra och familjen Gesneriaceae. Inga underarter finns listade i Catalogue of Life.